# Kosjjej: Natjalo
Kosjjej: Natjalo (russisk: Кощей. Начало) er en russisk animationsfilm fra 2021 af Andrej Kolpin.

## Medvirkende
- Nikita Volkov som Kosjjej
- Irina Starsjenbaum som Maj
- Timur Rodriguez som Kladenets
- Arsenij Perel som Bao
- Jurij Galtsev som Vodjanoj